# Ochthebius cribricollis
Ochthebius cribricollis är en skalbaggsart som beskrevs av Leconte 1850. Ochthebius cribricollis ingår i släktet Ochthebius och familjen vattenbrynsbaggar. Inga underarter finns listade i Catalogue of Life.